# JS Estonia Tallinn
El JS Estonia Tallinn fou un club de futbol estonià de la ciutat de Tallinn.

## Història
Va ser fundat el novembre de 1930. El nom del club s'inspirà en el Austria Viena i Hungária Budapest, i els seus colors foren samarreta blava. Guanyà cinc lligues nacionals durant els anys 30. Es dissolgué el 1944.

## Temporades
| Temporada | Lliga | Pos | PJ | PG | PE | PP | GF | GC | DG | Pts | Màxim golejador     | Màxim golejador |
| --------- | ----- | --- | -- | -- | -- | -- | -- | -- | -- | --- | ------------------- | --------------- |
| 1931      | 2     | —   | 1  | 0  | 0  | 1  | 2  | 3  | −1 | —   | N/A                 |                 |
| 1932      | 2     | 1   | 3  | 2  | 1  | 0  | 8  | 2  | 6  | 5   | N/A                 |                 |
| 1933      | 1     | 2   | 10 | 7  | 1  | 2  | 35 | 10 | 25 | 15  | Heinrich Uukkivi    | 9               |
| 1934      | 1     | 1   | 10 | 7  | 3  | 0  | 22 | 3  | 19 | 17  | Eduard Ellman-Eelma | 5               |
| 1935      | 1     | 1   | 7  | 6  | 1  | 0  | 26 | 3  | 23 | 13  | Valter Mäng         | 7               |
| 1936      | 1     | 1   | 14 | 11 | 1  | 2  | 60 | 15 | 45 | 23  | Nikolai Linberg     | 21              |
| 1937-38   | 1     | 1   | 14 | 10 | 2  | 2  | 51 | 17 | 34 | 22  | Heinrich Uukkivi    | 12              |
| 1938-39   | 1     | 1   | 14 | 11 | 1  | 2  | 40 | 11 | 29 | 23  | Richard Kuremaa     | 8               |
| 1939-40   | 1     | 2   | 14 | 9  | 4  | 1  | 39 | 14 | 25 | 21  | Nikolai Linberg     | 15              |

## Palmarès
- Lliga estoniana de futbol: (2)
  - 1934, 1935, 1936, 1937-38, 1938-39

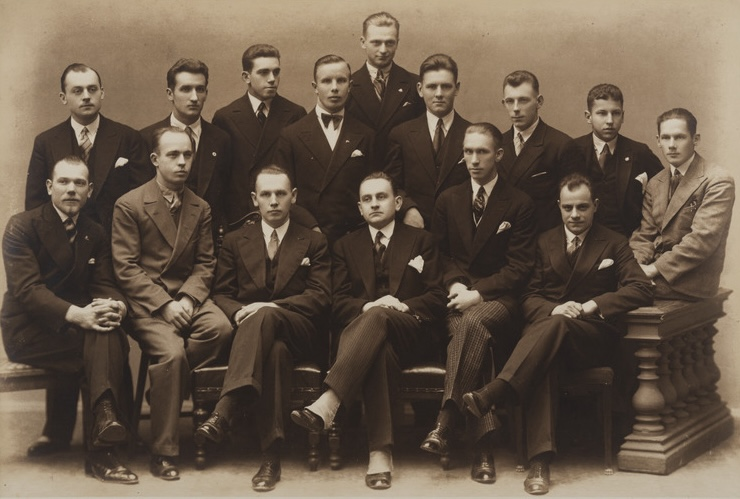
Fundadors del JS Estonia, entre ells Eduard Eelma i Arnold Pihlak.

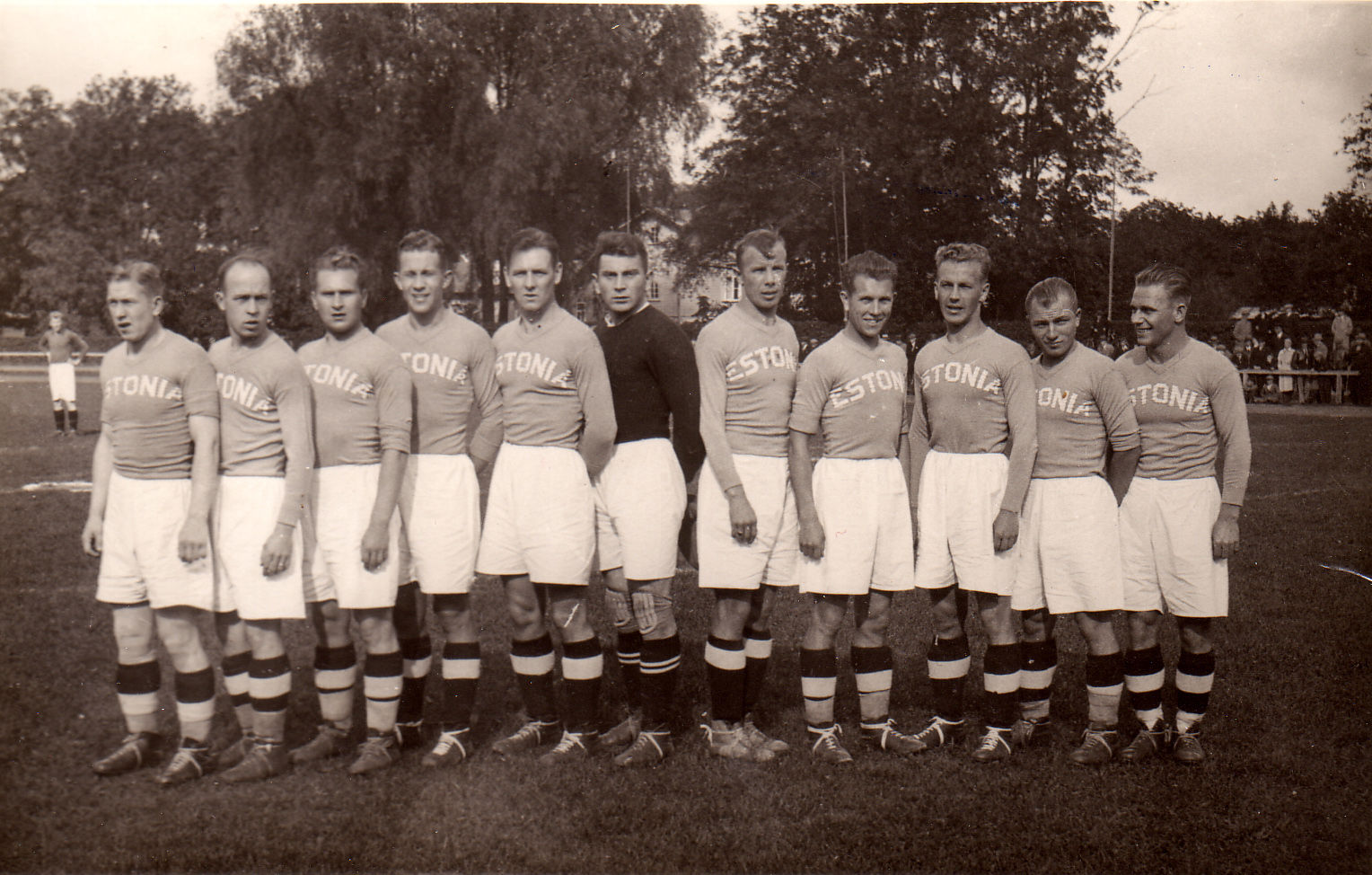
JS Estonia Tallinn.

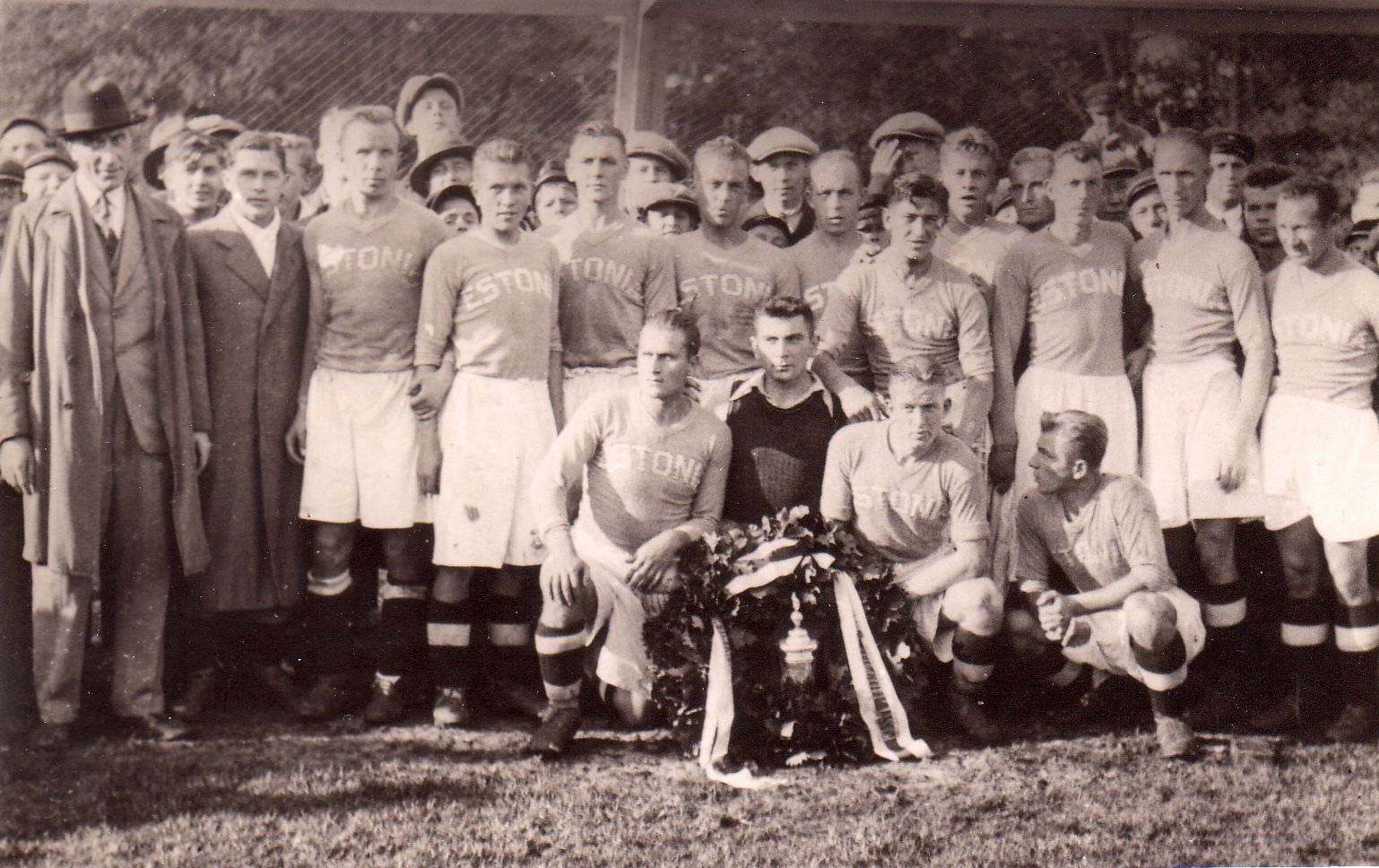
JS Estonia el 1934.